# Le Crotoy
Le Crotoy ist eine französische Gemeinde mit 1.965 Einwohnern (Stand 1. Januar 2022) im Département Somme in der Region Hauts-de-France. Sie gehört zum Arrondissement Abbeville und zum Kanton Rue.

## Geographie
Die Gemeinde befindet sich am nördlichen Ufer der Trichtermündung des Flusses Somme, die hier nicht ganz korrekt Somme-Bucht genannt wird und liegt rund 60 Kilometer nordwestlich von Amiens. Nachbargemeinden von Le Crotoy sind Rue im Nordosten,  Favières im Südosten, Saint-Valery-sur-Somme im Süden (auf der anderen Flussseite) und Saint-Quentin-en-Tourmont im Nordwesten.
Der Ort selbst liegt im äußersten Süden des Gemeindegebietes, unmittelbar an der Küstenlinie. Das weitgehend flache Gemeindegebiet ist von einer Vielzahl von Wasserläufen und Entwässerungskanälen, wie z. B. dem Canal de la Maye und dem Canal du Marquenterre durchzogen. An der nördlichen Gemeindegrenze mündet der Fluss Maye in die Somme-Bucht. Das Gemeindegebiet liegt im Regionalen Naturpark Baie de Somme Picardie Maritime.

## Geschichte
Während des Hundertjährigen Kriegs ließ König Eduard III. von England eine Festung errichten, in der auch Jeanne d’Arc vor ihrer Verbrennung im Jahr 1431 gefangengehalten worden sein soll. 1674 wurde das Schloss infolge des Friedensschlusses geschleift.
In der Mitte des 19. Jahrhunderts setzte der Badebetrieb ein. Die erste Badeeinrichtung wurde 1847 eröffnet, 1850 das Grand Hotel errichtet, der Verkehrsverein 1922. Der Schriftsteller Jules Verne erwarb hier ein Haus und der Ort wurde von bekannten Malern besucht. Die Brüder Caudron eröffneten eine Pilotenschule.

## Einwohner
| 1962 | 1968 | 1975 | 1982 | 1990 | 1999 | 2006 | 2018 |
| ---- | ---- | ---- | ---- | ---- | ---- | ---- | ---- |
| 2481 | 2412 | 2429 | 2347 | 2440 | 2439 | 2331 | 2002 |

## Sehenswürdigkeiten
Zwei Naturschutzgebiete befinden sich in unmittelbarer Nachbarschaft:
- Vogelschutzgebiet Parc du Marquenterre
- Naturreservat Somme-Bucht (frz. Réserve naturelle de la Baye de Somme)

### Bauwerke
- Kirche Saint-Pierre mit einem Fassadenturm aus dem 13. Jahrhundert
- Kirche Saint-Firmin, auf dem Friedhof ein Kriegerdenkmal
- Reste der Festung
- Denkmal für die Brüder Caudron
- Mehrere Künstlervillen

## Wirtschaft
Die bei der Sandgewinnung entstehenden Sandgruben werden nach und nach mit Wasser gefüllt. Die dabei entstandenen Seen werden für Sport- und Freizeitaktivitäten genutzt. Auch die Küstenregion selbst mit ihren weitläufigen Sandstränden ist ein touristischer Anziehungspunkt.
In den ufernahen Salzwiesen werden viele Schafe gehalten, weitere Einnahmequellen resultieren aus dem Fischfang.

## Verkehr

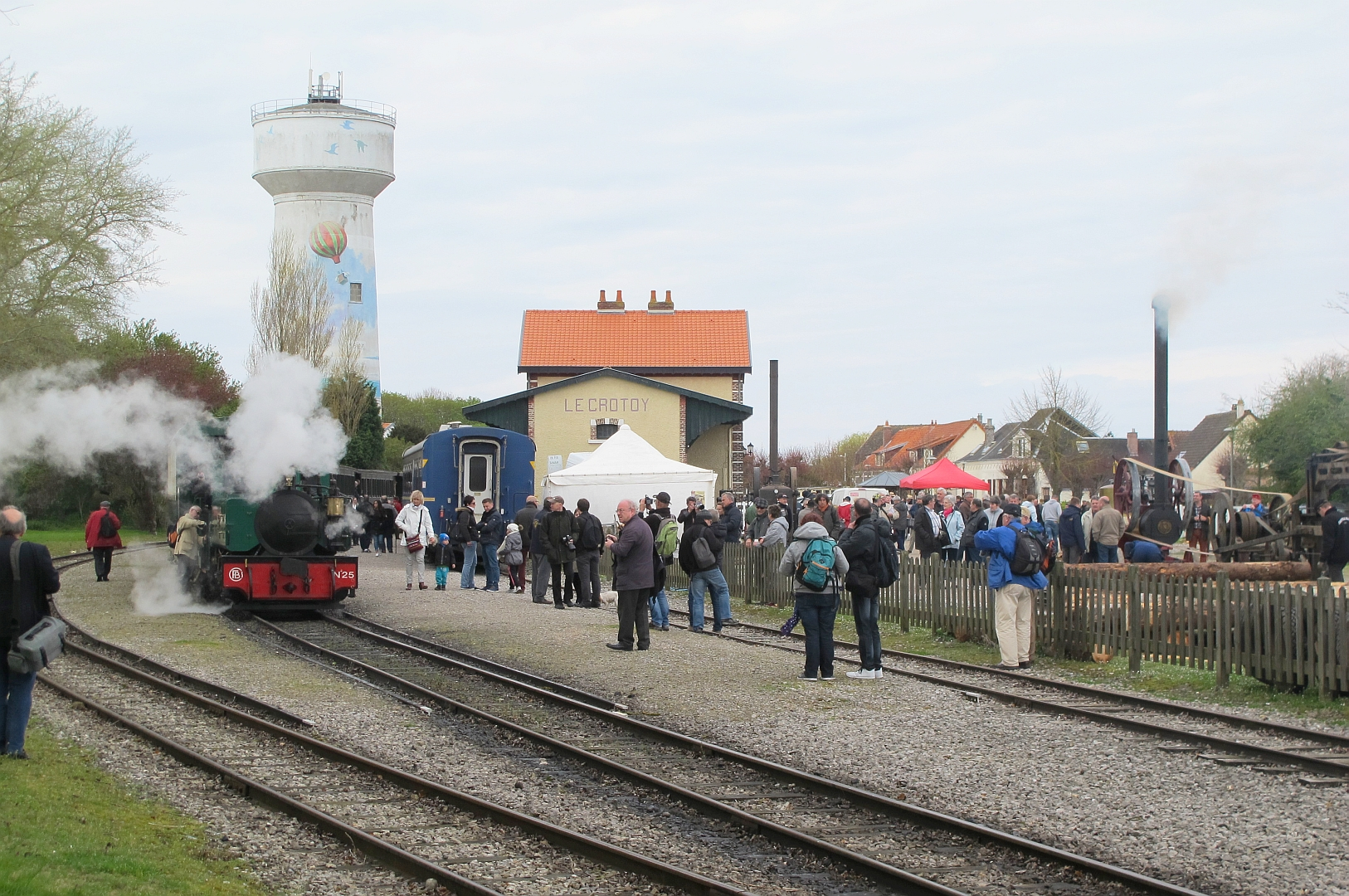
Züge der Museumseisenbahn im Bahnhof Le Crotoy

Die Gemeinde wird hauptsächlich von der Departementsstraße D 940 versorgt, die als Küstenstraße von Le Tréport bis in den Raum von Dünkirchen verläuft. Die Querung des Somme-Tals erfolgt dabei etwas weiter landeinwärts, im Bereich von Noyelles-sur-Mer.
Am 1. Juli 1887 wurde von der Société Générale de Fer Economiques (SE) eine knapp 7,5 km lange Schmalspurbahn von Noyelles nach Le Crotoy eröffnet. Die in Meterspur ausgeführte Strecke bot in Noyelles Anschluss an die regelspurige Bahnstrecke Longueau–Boulogne-Ville der Compagnie des chemins de fer du Nord. Am 31. Dezember 1969 wurde sie zunächst stillgelegt; für eine künftige Nutzung als Museumseisenbahn wurde damals der Verein Chemin de Fer de la Baie de Somme (CFBS) gegründet. Am 4. Juli 1971 konnte der museale Verkehr mit zunächst zwei kleinen Dampflokomotiven beginnen.